# Cinnamomum brachythyrsum
Cinnamomum brachythyrsum är en lagerväxtart som beskrevs av J. Li. Cinnamomum brachythyrsum ingår i släktet Cinnamomum och familjen lagerväxter. Inga underarter finns listade i Catalogue of Life.